# MGM Records
MGM Records was een platenlabel opgericht in 1946 door de Metro-Goldwyn-Mayer filmstudio met als doel het uitbrengen van soundtrack-opnamen (later lp-albums) van hun muziekfilms. Het ging over in een popmuzieklabel dat doorging tot in de jaren 1970. Het bedrijf bracht ook soundtrackalbums uit met de muziek voor sommige van hun niet-muzikale films en in zeldzame gevallen castte het albums van off-Broadway-musicals zoals The Fantasticks en de heropleving van The Threepenny Opera in 1954. In één geval bracht MGM Records het zeer succesvolle soundtrackalbum Born Free (1966) uit van een film gemaakt door de andere studio Columbia Pictures. Er was ook een kortstondig Metro-Goldwyn-Mayer Records uit 1928, dat opnamen produceerde van muziek uit MGM-films, niet verkocht aan het grote publiek, maar gemaakt om te worden afgespeeld in bioscooplobby's. Deze Metro-Goldwyn-Mayer platen werden onder contract met de studio vervaardigd door Columbia Records.

## Geschiedenis

### Soundtrackalbums
Hun eerste soundtrack was van de film Till the Clouds Roll By uit 1946, gebaseerd op het leven van componist Jerome Kern. Het was het eerste soundtrackalbum van een live-action film, die oorspronkelijk werd uitgegeven als een set van vier 10 inch-78 toerenplaten. Zoals in veel vroege MGM-soundtrackalbums, werden slechts acht selecties uit de film opgenomen op de oorspronkelijke versie van het album. Om de nummers op de platen te passen, moest het muzikale materiaal worden bewerkt en gemanipuleerd. Dit was voordat er tape bestond, dus de platenproducent moest segmenten kopiëren van de afspeelschijven die op de set werden gebruikt, ze vervolgens kopiëren en opnieuw kopiëren van de ene schijf naar de andere, waarbij overgangen en cross-fades werden toegevoegd totdat de uiteindelijke master was gemaakt. Onnodig te zeggen dat het meerdere generaties verwijderd was van het origineel en dat de geluidskwaliteit te lijden had. Ook zijn de afspeelopnamen met opzet erg 'droog' opgenomen (zonder nagalm) anders zou het in grote bioscopen te hol klinken. Hierdoor klonken deze albums vlak en 'boxy'.
In de loop der jaren begon de term 'soundtrack' algemeen te worden toegepast op elke opname van een film, of deze nu afkomstig was van de eigenlijke film soundtrack of opnieuw werd opgenomen. De uitdrukking wordt soms ook ten onrechte gebruikt voor opnamen van de Broadway-cast.
Tot de meest succesvolle soundtrackalbums van MGM behoorden die van de films Good News (de versie uit 1947), Easter Parade, Annie Get Your Gun, Singin' in the Rain, Show Boat (de versie uit 1951), The Band Wagon, Seven Brides for Seven Brothers en Gigi. Toen de film The Wizard of Oz uit 1939 voor het eerst op televisie werd vertoond in 1956 (door CBS), bracht het label een soundtrackalbum uit met liedjes en dialoogfragmenten die rechtstreeks uit de film waren opgenomen, zoals ze hadden gedaan met hun lp met muziek en dialogen van Quo Vadis in 1951.
In 1950 werd de magneetband geperfectioneerd voor opnamegebruik. Dit verbeterde de geluidskwaliteit op longplay (lp) albums vanaf 1951 aanzienlijk.
MGM Records bracht ook albums uit met filmmuziek, waaronder Ben-Hur, King of Kings, Doctor Zhivago, How the West Was Won, de namaakstereo 70 mm heruitgave van Gone With the Wind uit 1967 en 2001: A Space Odyssey. De albums van Ben-Hur en King of Kings waren studio-recreaties van de partituren, maar gedaan met de oorspronkelijke orkestraties. De albums How the West Was Won, Gone With the Wind (2001) en Doctor Zhivago waren de echte soundtracks. MGM Records heeft ook een tweede soundtrackalbum van Quo Vadis uitgebracht, dat alleen muziek bevat uit de film.
Vanaf de jaren 1990 kwamen er authentieke soundtrackalbums van de partituren van Ben-Hur en King of Kings beschikbaar. De Rhino Records-edities van deze albums bevatten letterlijk de volledige partituren, inclusief de scenes. Rhino bracht ook een volledig twee-disc album uit met de partituur van Gone With the Wind, opgenomen van de soundtrack in de oorspronkelijke mono.
Net als in het geval van de niet-muzikale films, bracht Rhino Records, dat de rechten op de MGM-soundtracks (eigendom van Turner Entertainment) in de jaren 1990 verkreeg, langere versies van hun filmmuziekalbums uit, die vrijwel alle liedjes en muziek bevatten. De licentie van Rhino liep eind 2011 af en de door Rhino uitgegeven albums werden verwijderd. Warner Bros. is nu eigenaar van de MGM-soundtracks die voor het eerst werden uitgegeven door MGM Records en de WaterTower Music-eenheid van Warner Bros heeft nu de rechten om de MGM-soundtracks uit te brengen.

## Record productie
MGM exploiteerde hun eigen recordfabriek in Bloomfield van 1947 tot 1972, die niet alleen hun eigen platen drukken, maar ook veel werk verrichtten in onder-aanneming voor andere platenmaatschappijen, waaronder Atlantic Records. Gedurende een aantal jaren in de late jaren 1940-begin 1950, exploiteerde MGM een radiomarketingbedrijf, met de productie van The MGM Theatre of the Air en een verscheidenheid aan andere series, gebaseerd op inactieve filmhoedanigheden zoals Dr. Kildare, Andy Hardy, Maisie en Crime Does Not Pay. De platenperserij MGM produceerde ook de elektrische transcripties die werden gebruikt om de shows naar lokale stations te distribueren. De platenproductieafdeling werd gesloten toen MGM Records werd verkocht aan PolyGram, waarna de voormalige concurrenten van MGM begonnen met het vervaardigen van door MGM uitgegeven records.

## Als poplabel
In de vroege jaren 1950 werd MGM Records beschouwd als een van de grote platenmaatschappijen (naast Columbia, RCA Victor, Decca/Coral, Capitol en Mercury) vanwege het bezit van eigen productiefaciliteiten. Dochteronderneming Cub Records werd eind jaren 1950 gelanceerd en Verve Records (voornamelijk een jazzlabel) werd in december 1960 overgenomen van Norman Granz. Andere dochterondernemingen en gedistribueerde labels van MGM waren: Kama Sutra (van 1965 tot Kama Sutra's zusterlabel Buddah Records de distributie in 1969 overnam), Ava, Heritage, Lion en Metro (voor budgetalbums), Leo (kinderplaten), Hickory, MGM South , Pride, CoBurt, L&R en Lionel.
MGM betrad met succes het rock-'n-roll-tijdperk met veel hitrecords van Connie Francis, Herman's Hermits, The Animals, The Cowsills, Lou Christie, The Osmonds en zanger Jimmy Jones van Cub Records, wiens hits bij MGM in het Verenigd Koninkrijk stonden. Pre-rock popzanger Joni James en countryzanger Conway Twitty scoorden ook hits in de rock-'n-roll-hitlijsten. There Goes My Heart van James in 1958 werd gepromoot als de eerste 45-toerenplaat die in stereogeluid werd uitgebracht. Hoewel het de eerste stereo-single was die van de grote platenmaatschappijen kwam en de RCA Victor-publicatie van Love Makes the World Go 'Round van Perry Como slechts enkele dagen achter zich liet, werd de single in september 1958 uitgegeven, terwijl de eerste volkomen 45-toerenplaten die in stereogeluid werden uitgebracht, in juni 1958 werden uitgegeven door Bel Canto Records.
MGM distribueerde ook kort Cameo-Parkway Records in 1967. Onder deze regeling werden vier albums en twee singles uitgebracht voordat Allen Klein de Cameo-Parkway-catalogus kocht en het label ABKCO omdoopte.
Een ander label dat door MGM werd gedistribueerd, was American International Records, de platenlabeldivisie van American International Pictures, waarvan de filmbibliotheek nu eigendom is van MGM.

## Country muziek
Frank Walker, de eerste president van MGM Records, ontdekte en contracteerde Hank Williams, die de spil werd van de countrymuziekactiviteiten van MGM Records. Andere opmerkelijke MGM-artiesten van dit genre zijn Hank Williams jr., Sheb Wooley, Conway Twitty, Sandy Posey, Marvin Rainwater, Arthur 'Guitar Boogie' Smith, Roy Acuff, Jimmy Newman, Mel Tillis, Marie Osmond, Jim Stafford en C.W. McCall.

## Klassieke muziek
MGM Records bracht muziek uit van verschillende muziekgenres, maar gebruikte dezelfde set catalogusnummers. Het label bood vanaf 1951 ook een bescheiden catalogus aan van klassieke opnamen, waaronder catalogusnummer E3711, een verslag van twee sonates van Franz Schubert, aangekondigd als de eerste in een complete cyclus, opgenomen door pianist Beveridge Webster. In 1962 nam MGM Records de Amerikaanse distributie over van het prestigieuze Duitse klassieke muzieklabel Deutsche Grammophon Records. De overeenkomst duurde tot 1969 toen Polydor zijn Amerikaanse kantoor oprichtte.

## Verkoop aan PolyGram en uitfasering
MGM Records werd in 1972 verkocht aan PolyGram. Als onderdeel van de deal kreeg PolyGram eeuwigdurende rechten op de naam MGM Records en een tienjarige licentie om het MGM-handelsmerk en -logo te gebruiken. In 1976 werd MGM Records, inclusief de artiesten, opgenomen bij PolyGram's Polydor Records. PolyGram bleef echter tot 1982 MGM-soundtrackalbums en heruitgaven uitbrengen met de opdruk van MGM Records.
Met het opgeven van PolyGram van het handelsmerk MGM Records, kon MGM in 1997 zijn rechten op dat handelsmerk terugvorderen.
De MGM Records-catalogus is nu gesplitst. Hoewel de eerste drie entiteiten onder de vlag van Universal Music Group blijven, wordt de popmuziekcatalogus beheerd door Universal Music Enterprises en draagt de Polydor-opdruk, met distributie in Noord-Amerika door Republic Records, wordt de muziektheatercatalogus nu uitgegeven door Verve Records en de country muziekcatalogus wordt beheerd door Universal Music Group Nashville met heruitgaven met de Mercury Records Nashville opdruk.
De MGM-soundtrackcatalogus wordt echter beheerd door Warner Bros. Entertainment via zijn WaterTower Music-eenheid en de catalogi van een paar andere artiesten hebben ook nieuwe eigenaren. Zo kreeg Frank Zappa begin jaren 1980 weer de controle over zijn MGM/Verve-opnamen (inclusief die met zijn groep The Mothers of Invention). Deze opnamen werden door Zappa in licentie gegeven aan Rykodisc, te beginnen in 1987. Ironisch genoeg onderhandelde Zappa's weduwe Gail Zappa een licentieovereenkomst met UMe om alle niet-mailordertitels van Zappa (inclusief de zes lp's die oorspronkelijk op Verve waren uitgebracht) in 2012 opnieuw te distribueren.

## MGM Music
In 1986 richtte MGM MGM Music op voor het in licentie geven van muziek waarvan MGM de rechten bezit. Het richt zich op het licentiëren van soundtracks. Het beheert de muziek- en muziekuitgeversrechten van MGM-films vanaf 1986 en daarna. (WarnerMedia's Turner Entertainment-eenheid is eigenaar van de MGM-soundtracks van vóór 1986.) Het beheert ook de muziek en muziekuitgeversrechten van films van United Artists en Orion.

## Opmerkelijke artiesten
- Billy Eckstine
- Bobby Bloom (L&R)
- Chris Bartley (Vando)
- Connie Francis
- Coven
- Daddy Dewdrop (Sunflower Records)
- Earl Hines
- Eric Burdon & War (US)
- Erroll Garner
- Every Mother's Son
- Eydie Gorme (also Steve & Eydie duo)
- Five Man Electrical Band (Lionel)
- Friend and Lover (Verve Forecast)
- Frijid Pink (Lion Records)
- Geordie (US)
- Gloria Gaynor
- Grateful Dead (Sunflower Records)
- Harry Horlick
- Herman's Hermits (US)
- Johnny Bristol
- LeRoy Holmes
- Les Fradkin (Sunflower Records)
- Lionel Hampton
- Lou Christie
- Mark Dinning
- Micky Dolenz
- Molly Bee
- Otis Blackwell
- Paul Frees
- Petula Clark (US)
- Randy Edelman
- Richie Havens
- Sammy Davis jr.
- Shelley Berman (Verve)
- Stan Getz (Verve)
- The Animals (US)
- The Beatles  with Tony Sheridan (US)
- The Blues Project (Verve Forecast)
- The Cowsills

- The Five Satins
- The Gentrys
- The Hombres (Verve Forecast)
- Tommy Edwards
- Tony Blackburn
- Woody Herman
- Art Mooney
- Bob Lind (Verve Folkways)
- Bobby Lewis
- C.W. McCall
- Davy Jones
- Don Meehan
- Eartha Kitt
- Gary Owens (Pride)
- George Mitchell Minstrels
- George Paxton and His Orchestra
- Harry James
- Ian & Sylvia
- Jaime Mendoza-Nava
- Janis Ian (Verve/Verve Forecast)
- Jasper Wrath
- Jaye P. Morgan
- Jerry Landis
- Jimmy Jones (Cub)
- Joni James
- Lainie Kazan
- Larry Norman, MGM/Verve
- Lou Rawls
- Michael Parks
- Mike Curb Congregation
- Millie Jackson
- Orpheus
- Roy Orbison
- Sandy Posey
- Steve Lawrence (also Steve & Eydie duo)
- The Impalas (Cub)
- The Incredible Bongo Band (Pride)
- The Louvin Brothers
- The Lovin' Spoonful (Kama Sutra)

- The Mothers of Invention (Verve)
- The Osmonds
- Vaughn Meader (Verve)
- Vincent Lopez
- Wayne Newton
- Andy Starr
- Augie Rios
- Conway Twitty
- David Rose
- Dennis Yost & the Classics IV (MGM South)
- Donn Reynolds
- Elke Sommer
- Frank Zappa (Verve)
- George Shearing Quintet
- Hank Williams sr.
- Hank Williams jr.
- Jeannie C. Riley
- Jim Stafford
- Jo Ann Tolley
- Johnny Tillotson
- Marvin Rainwater
- Mel Tillis
- Neil Sedaka
- Sam the Sham & the Pharaohs
- Sheb Wooley
- Sister Rosetta Tharpe
- Sopwith Camel (Kama Sutra)
- Teddy Wilson
- The Righteous Brothers (Verve)
- The Royalettes
- The Stereos (Cub)
- The Sylvers (Pride)
- The Tymes
- The Velvet Underground (plus Verve)
- Tommy Roe (MGM South)
- Trade Winds (Kama Sutra)
- Ultimate Spinach
- Ultimate Spinach
- Walter Wanderley (Verve)